# Sidney Altman
Sidney Altman (født 7. maj 1939, død 5. april 2022) var en canadisk og amerikansk molekylærbiolog, der var Sterling Professor of Molecular, Cellular, and Developmental Biology and Chemistry på Yale University. Hans modtog nobelprisen i kemi i 1989 sammen med Thomas R. Cech for deres arbejde med RNAs katalytiske egenskaber, se ribozym. 